# Herrbergsliden
Herrbergsliden este o arie protejată (arie specială de conservare — SAC, sit de importanță comunitară — SCI) din Suedia întinsă pe o suprafață de 134 ha, integral pe uscat.

## Localizare
Centrul sitului Herrbergsliden este situat la coordonatele 63°44′34″N 18°46′29″E / 63.7429°N 18.7747°E.

## Înființare
Situl Herrbergsliden a fost declarat sit de importanță comunitară în decembrie 1995 pentru a proteja 1 specie de animale. Situl a fost protejat și ca arie specială de conservare în martie 2011.

## Biodiversitate
Situată în ecoregiunea boreală, aria protejată conține 2 habitate naturale: Mlaștini împădurite, Taiga vestică.
La baza desemnării sitului se află o specie protejată de  nevertebrate: Phryganophilus ruficollis.